# Eklutna (Alaska)
Pour les articles homonymes, voir Eklutna.
Eklutna est un village indigène situé près d'Anchorage en Alaska. Le Conseil Tribal évalue sa population à 70 autochtones, mais de nombreux membres du même groupe vivent en dehors de la localité.
Eklutna se situe à 42 kilomètres au nord est d'Anchorage, à proximité de l'intersection de l'Alaska Railroad et de Glenn Highway et à l'entrée du Knick Arm.
À cet endroit se trouvait un camp Athabaskan installé depuis 1650. Les habitants furent évangélisés par les russes qui construisirent l'église saint Nicolas entre 1845 et 1870. Une nouvelle église fut bâtie en 1962 et renferme des icônes du XVIIIe siècle.

## Curiosités
- Le cimetière indien qui entoure les deux églises renferme des tombes surmontées de petites constructions en bois multicolores appelées maisons des esprits.
- À 16 kilomètres du village s'étend le lac d'Eklutna.

## Sources
- Le grand guide de l'Alaska - Gallimard - 2000 -  (ISBN 2-07-059113-1)
- L'Alaska et le Yukon - Jacques Klein -  (ISBN 978-2-907629-76-8)

## Lien externe

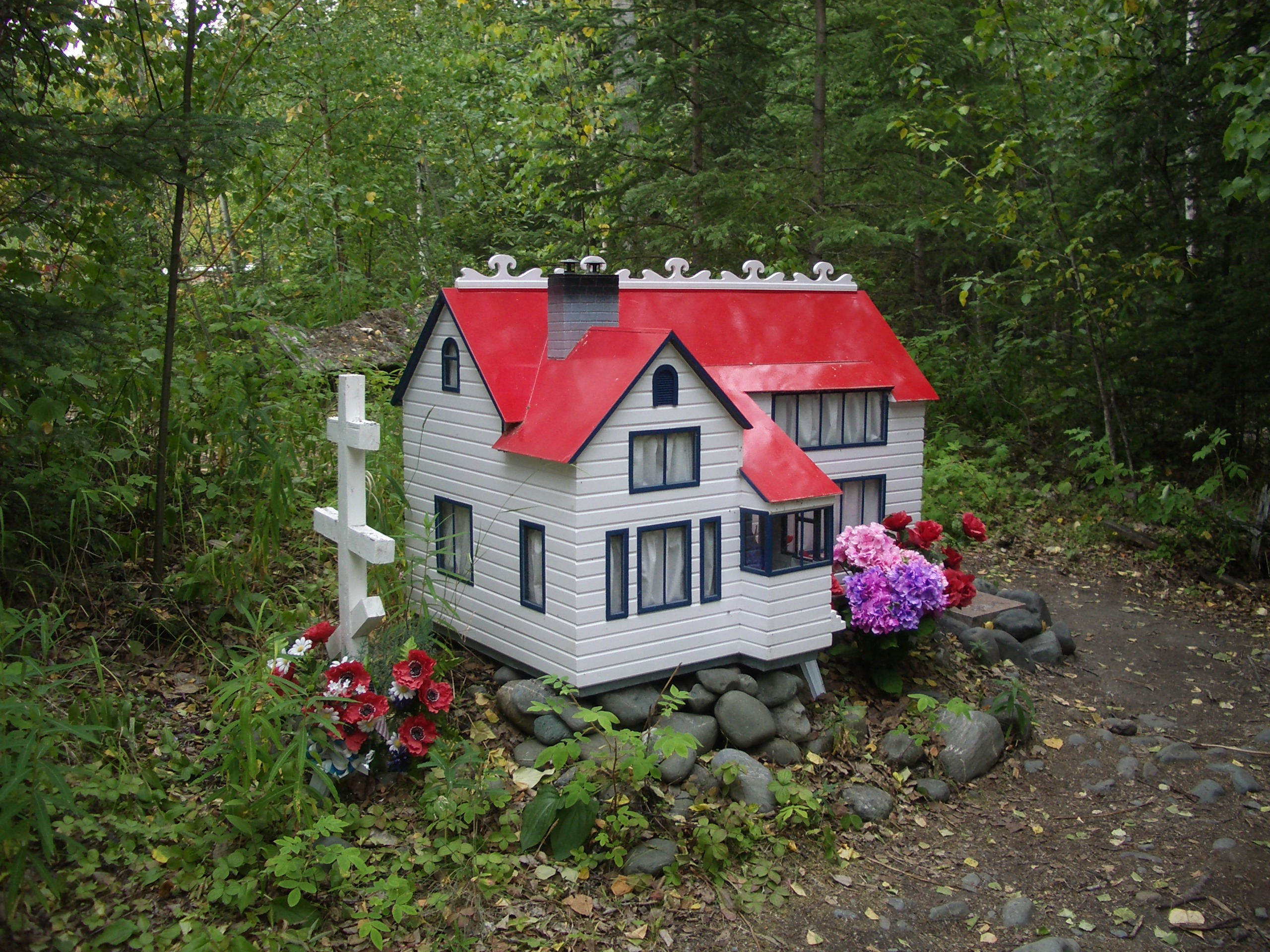
Une maison des esprits
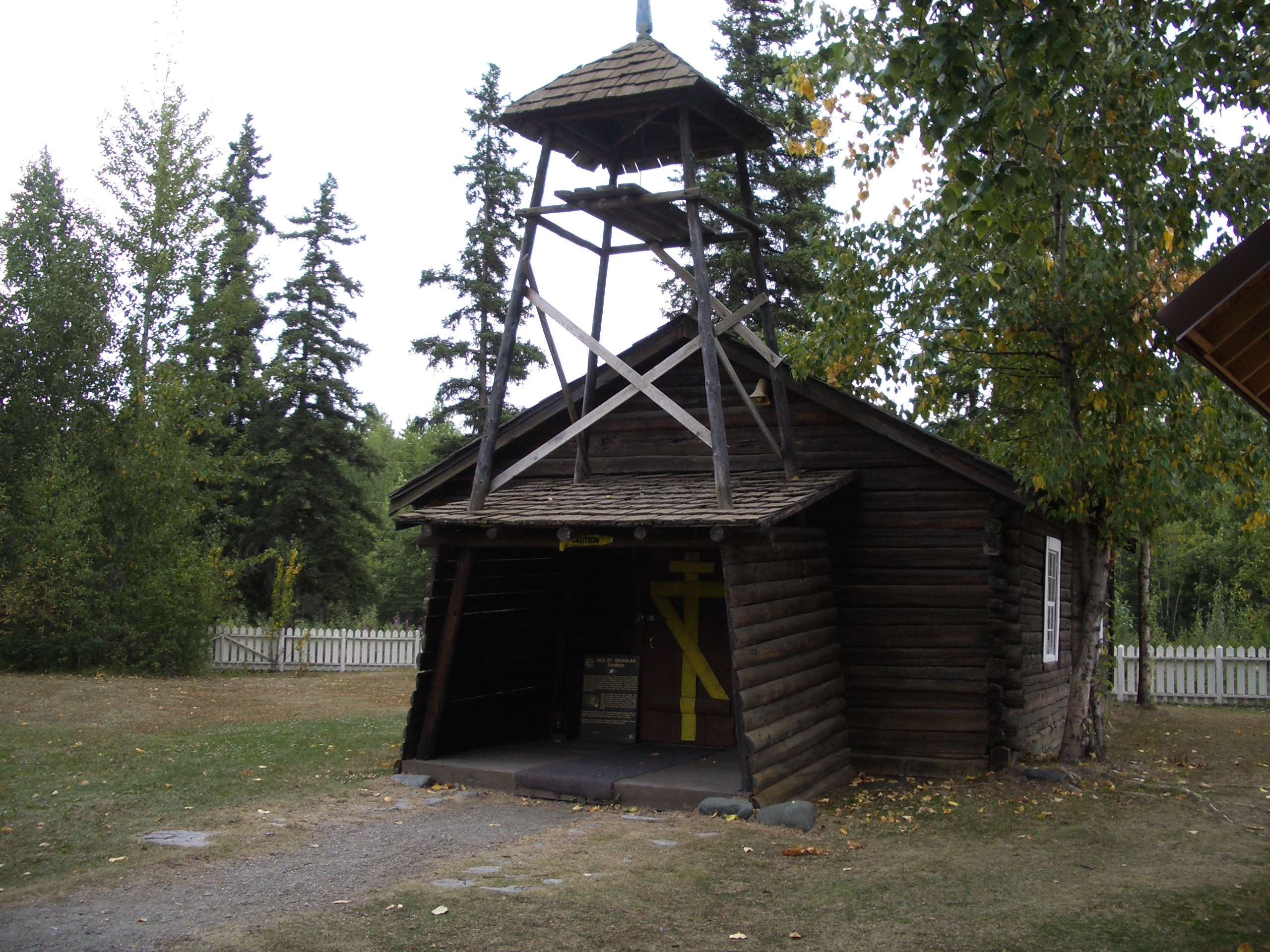
Ancienne église saint Nicolas
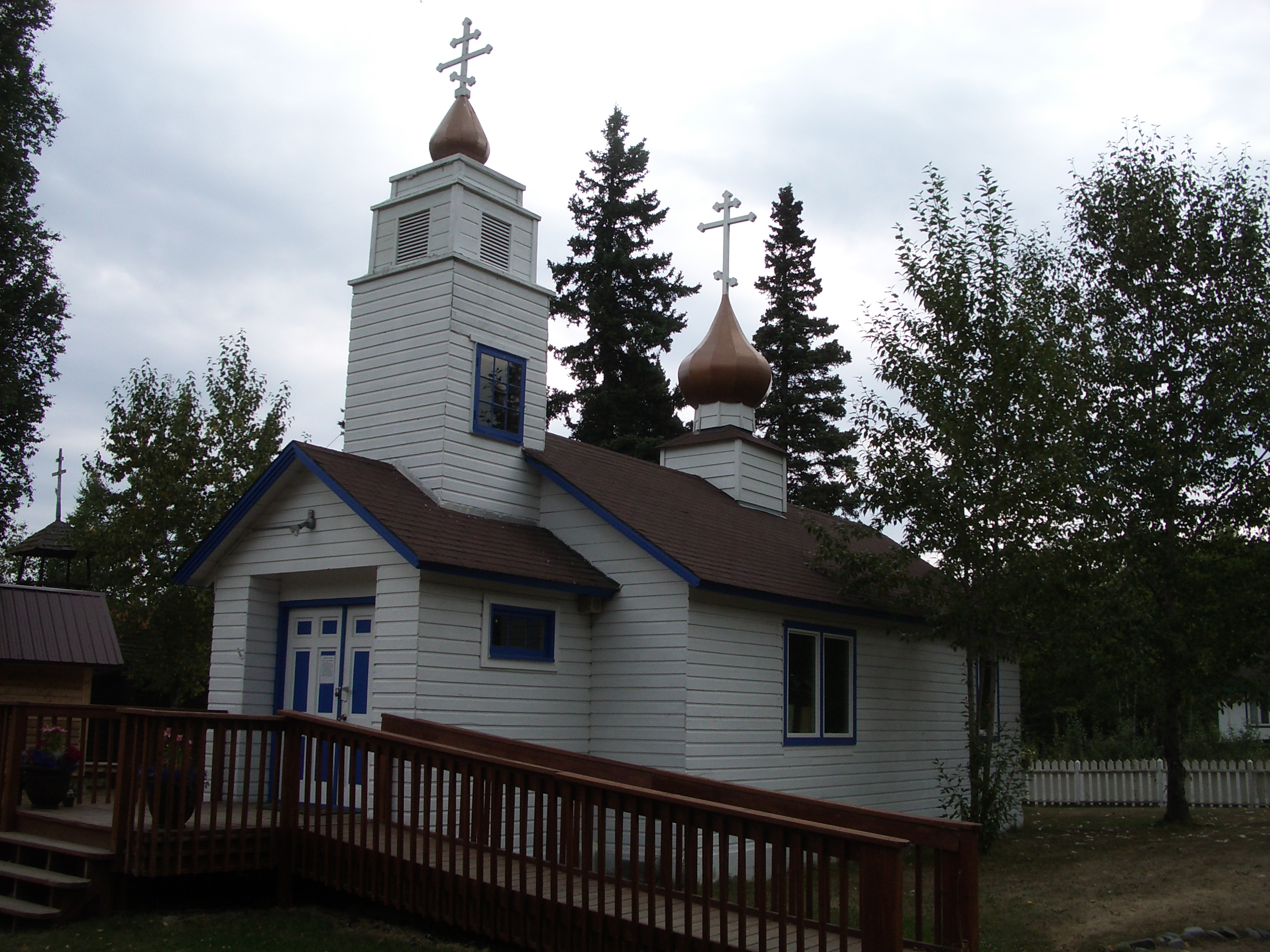
Église actuelle
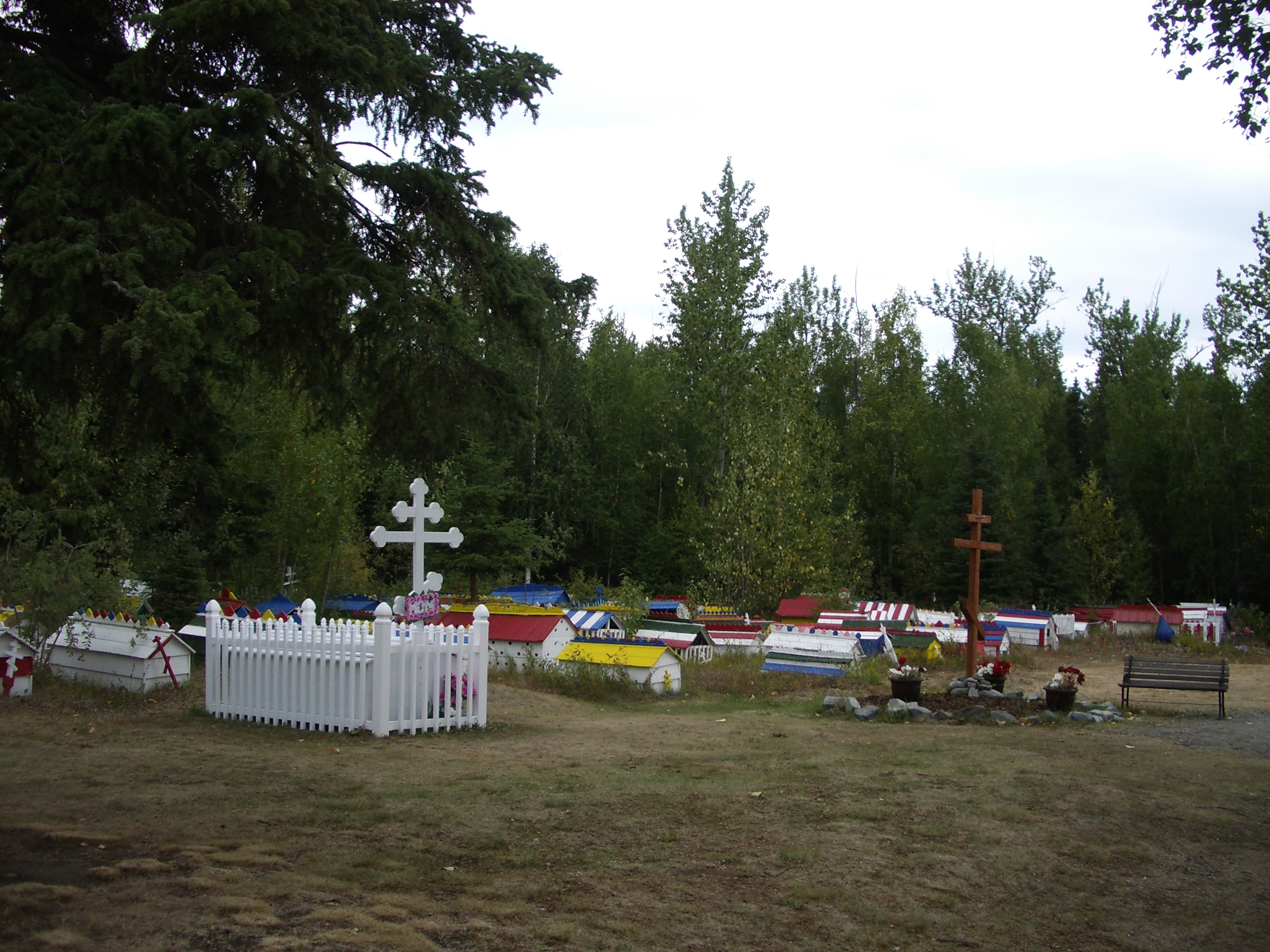
Le cimetière